# Blickar som tänder
Blickar som tänder är ett studioalbum av Friends från år 2000. . Albumet återutgavs 2001 under titeln "Lyssna till ditt hjärta", med två bonusspår. 
På Svensktoppen fick man in låtarna När jag tänker på i morgon. , Holiday  , Vad pojkar gör om natten , Blickar som tänder  och Lyssna till ditt hjärta. 

## Låtlista
| Nr  | Titel                                       | Låtskrivare                                                           |
| --- | ------------------------------------------- | --------------------------------------------------------------------- |
| 1.  | "Blickar som tänder"                        | Lars Diedricson, Christer Lundh                                       |
| 2.  | "Din första kärlek"                         | John Ballard                                                          |
| 3.  | "Vad pojkar gör om natten"                  | Henrik Sethsson, Jana Vähämäki                                        |
| 4.  | " Minns du hur vi älskade "                 | Peter Grönvall, Nanne Grönvall                                        |
| 5.  | "När jag tänker på i morgon"                | Lasse Holm, Ingela Forsman                                            |
| 6.  | "Na na na"                                  | Mikael Erlandsson                                                     |
| 7.  | "Tommy tycker om mej"                       | Lasse Holm, Ingela Forsman                                            |
| 8.  | "Även om det regnar"                        | Thomas G:son, Per-Anders Forsén                                       |
| 9.  | "Holiday"                                   | Henrik Sethsson, Jana Vähämäki                                        |
| 10. | "Natten börjar ljusna"                      | Carl-Henry Kindbom, Carl Lösnitz                                      |
| 11. | "Sagan slutar så" ("Last Thing on My Mind") | Mike Stock, Peter Waterman, Sarah Dallin, Keren Woodward, Lotta Ahlin |
| 12. | "I dina ögon"                               | Stefan Brunzell, Tony Johansson, Kristian Hermansson                  |
| 13. | "Du ger mej livet"                          | Pearu Paulus, Ilmar Laisaar, Alar Kotkas, Jana Hallas, Carl Lösnitz   |
| 14. | "My Oh Ma"                                  | Marcos Ubeda                                                          |
| 15. | "Ett steg i natten"                         | Carl-Henry Kindbom, Thomas Thörnholm, Carl Lösnitz                    |

## Bonusspår 2001
| Nr | Titel                     | Låtskrivare                     |
| -- | ------------------------- | ------------------------------- |
| 1. | "Lyssna till ditt hjärta" | Lars Diedricson, Christer Lundh |
| 2. | "En liten röst"           | Anna Persson, Henrik Sethsson   |

## Listplacering
| Lista (2000) | Topplacering |
| ------------ | ------------ |
| Sverige      | 17           |

### Fotnoter
1. ↑  ”Aftonbladet”. 11 maj 2001. http://www.aftonbladet.se/nojesbladet/article20780.ab?service=print. Läst 8 maj 2011.
2. ↑  ”Svensk mediedatabas”. http://smdb.kb.se/catalog/id/001546144. Läst 8 maj 2011.
3. ↑  ”Svensk mediedatabas”. http://smdb.kb.se/catalog/id/001545793. Läst 8 maj 2011.
4. ↑  ”Svensk mediedatabas”. http://smdb.kb.se/catalog/id/001546149. Läst 8 maj 2011.
5. ↑  ”Svensktoppen”. 16 april 2000. http://sverigesradio.se/p4/svetop/2000/000415sv.htm. Läst 8 maj 2011.
6. ↑  ”Svensktoppen”. 29 juli 2000. http://sverigesradio.se/p4/svetop/2000/000729sv.htm. Läst 8 maj 2011.
7. ↑  ”Svensktoppen”. 28 oktober 2000. http://sverigesradio.se/p4/svetop/2000/001028sv.htm. Läst 8 maj 2011.
8. ↑  ”Svensktoppen”. 20 januari 2001. http://sverigesradio.se/p4/svetop/2001/010120sv.htm. Läst 8 maj 2011.
9. ↑  ”Svensktoppen”. 7 april 2001. http://sverigesradio.se/p4/svetop/2001/010407sv.htm. Läst 8 maj 2011.
10. ↑  ”Listplacering”. http://hitparad.se/showitem.asp?interpret=Friends&titel=Blickar+som+t%E4nder&cat=a. Läst 8 maj 2011.
11. ↑  ”Listplacering”. http://hitparad.se/showitem.asp?interpret=Friends&titel=Lyssna+till+ditt+hj%E4rta&cat=a. Läst 8 maj 2011.